# Pilotes officiels Suzuki
Cette page répertorie tous les pilotes de toutes disciplines ayant évolué sur une Suzuki en course automobile.

## Rallye

### Suzuki World Rally Team
| Saison | Championnat | Équipe              | Voiture            | Pilote               | 1       | 2       | 3       | 4       | 5       | 6       | 7       | 8       | 9       | 10     | 11     | 12     | 13      | 14    | 15    | 16  | Classement | Points |
| ------ | ----------- | ------------------- | ------------------ | -------------------- | ------- | ------- | ------- | ------- | ------- | ------- | ------- | ------- | ------- | ------ | ------ | ------ | ------- | ----- | ----- | --- | ---------- | ------ |
| 2007   | WRC (JWRC)  | Suzuki Sport Europe | Suzuki Swift S1600 | Per-Gunnar Andersson | MON     | SUE     | NOR 18  | MEX     | POR 14  | ARG     | ITA 14  | GRE     | FIN     | ALL    | NZE    | ESP    | FRA     | JPN   | IRL   | GBR |            |        |
| 2007   | WRC (JWRC)  | Suzuki Sport Europe | Suzuki Swift S1600 | Per-Gunnar Andersson |         |         | 1       |         | 1       |         | 2       |         |         |        |        |        |         |       |       |     |            |        |
| 2007   | WRC (JWRC)  | Suzuki Sport Europe | Suzuki Swift S1600 | Urmo Aava            | MON     | SUE     | NOR 28  | MEX     | POR 15  | ARG     | ITA 13  | GRE     | FIN     | ALL    | NZE    | ESP    | FRA     | JPN   | IRL   | GBR |            |        |
| 2007   | WRC (JWRC)  | Suzuki Sport Europe | Suzuki Swift S1600 | Urmo Aava            |         |         | 3       |         | 2       |         | 1       |         |         |        |        |        |         |       |       |     |            |        |
| 2007   | WRC (JWRC)  | Suzuki Sport Europe | Suzuki Swift S1600 | Aigar Pärs           | MON     | SUE     | NOR 62  | MEX     | POR 50  | ARG     | ITA RET | GRE     | FIN     | ALL    | NZE    | ESP    | FRA     | JPN   | IRL   | GBR |            |        |
| 2007   | WRC (JWRC)  | Suzuki Sport Europe | Suzuki Swift S1600 | Aigar Pärs           |         |         | 12      |         | 14      |         | RET     |         |         |        |        |        |         |       |       |     |            |        |
| 2008   | WRC         | Suzuki WRT          | Suzuki SX4 WRC     | Toni Gardemeister    | MON RET | SUE 7   | MEX RET | ARG RET | JOR RET | ITA RET | GRE 9   | TUR RET | FIN 8   | ALL 10 | NZE 7  | ESP 13 | FRA 13  | JPN 6 | GBR 7 |     | 13         | 10     |
| 2008   | WRC         | Suzuki WRT          | Suzuki SX4 WRC     | Per-Gunnar Andersson | MON 7   | SUE RET | MEX RET | ARG 24  | JOR RET | ITA 9   | GRE 11  | TUR RET | FIN RET | ALL 15 | NZE 6  | ESP 32 | FRA 17  | JPN 5 | GBR 5 |     | 12         | 12     |
| 2009   | WRC (JWRC)  | Suzuki Sport Europe | Suzuki Swift S1600 | Aaron Burkart        | IRL 16  | NOR     | CHY 20  | POR     | ARG 15  | ITA 17  | GRE     | POL     | FIN 19  | AUS    | ESP 37 | GBR    |         |       |       |     |            |        |
| 2009   | WRC (JWRC)  | Suzuki Sport Europe | Suzuki Swift S1600 | Simone Bertolotti    | IRL 19  | NOR     | CHY     | POR 39  | ARG     | ITA 33  | GRE     | POL 18  | FIN 32  | AUS    | ESP 18 | GBR    |         |       |       |     |            |        |
| 2009   | WRC (JWRC)  | Suzuki Sport Europe | Suzuki Swift S1600 | Michal Kosciuszko    | IRL     | NOR     | CHY 17  | POR 13  | ARG 14  | ITA 13  | GRE     | POL RET | FIN 18  | AUS    | ESP    | GBR    |         |       |       |     |            |        |
| 2010   | WRC (JWRC)  | Suzuki Sport Europe | Suzuki Swift S1600 | Karl Kruuda          | SUE     | MEX     | JOR 22  | TUR 31  | NZE     | POR 27  | BUL 18  | FIN     | ALL 30  | JPN    | FRA    | ESP    | GBR RET |       |       |     |            |        |
| 2010   | WRC (JWRC)  | Suzuki Sport Europe | Suzuki Swift S1600 | Aaron Burkart        | SUE     | MEX     | JOR     | TUR 10  | NZE     | POR 32  | BUL     | FIN     | ALL 26  | JPN    | FRA 36 | ESP 26 | GBR     |       |       |     | 24         | 1      |

### Importateurs Suzuki

#### Suzuki France
| Saison | Championnat | Voiture            | Pilote        | 1      | 2   | 3   | 4       | 5   | 6      | 7   | 8      | 9       | 10  | 11     | 12  | 13  | Classement | Points |
| ------ | ----------- | ------------------ | ------------- | ------ | --- | --- | ------- | --- | ------ | --- | ------ | ------- | --- | ------ | --- | --- | ---------- | ------ |
| 2009   | WRC (JWRC)  | Suzuki Swift S1600 | Yoann Bonato  | IRL 20 | NOR | CHY | POR RET | ARG | ITA 19 | GRE | POL 16 | FIN RET | AUS | ESP    | GBR |     |            |        |
| 2010   | WRC (JWRC)  | Suzuki Swift S1600 | Jeremy Ancian | SUE    | MEX | JOR | TUR     | NZE | POR    | BUL | FIN    | ALL     | JPN | FRA 22 | ESP | GBR |            |        |

## Sources
- EWRC-Results.com